# Souren Gazarian
Souren Vladimirovitch Gazarian (russe: Сурен Владимирович Газарян) (né le 8 juillet 1974) est un zoologiste, défenseur de l'environnement et homme politique russe. Il a reçu un prix Goldman pour l'environnement en 2014. 

## Formation et carrière
Souren Gazarian est né le 8 juillet 1974 à Krasnodar, URSS. Il étudie à l'université d'État du Kouban où il est diplômé en 1996. En 2001, il effectue ses études de troisième cycle à l'Institut d'écologie et d'évolution Severtsov, où il a soutenu sa thèse sur le thème "Analyse écologique et faunistique de la population de chauves-souris (chiroptères) dans le Caucase occidental" et a reçu le diplôme de candidat en sciences biologiques.
Il devient zoologiste, spécialiste de chiroptérologie. Il a notamment travaillé sur le Murin d'Alcathoé,. Depuis 1993, il a commencé à s'engager activement dans la spéléologie. Indépendamment, dans le cadre de la section de spéléologie de Krasnodar et avec le club de l'université d'État de Moscou, il a étudié de nombreuses grottes du Caucase. Là, il s'est concentré sur l'étude et la protection des chauves-souris. En 2001, il a été élu président de la commission pour la protection des grottes de l'Union russe des spéléologues, est le coordinateur de l'Union russe des spéléologues dans le territoire de Krasnodar. De 2004 jusqu'à son départ pour l'Estonie fin 2012, il a travaillé à l'Institut d'écologie des zones de montagne de l'Académie des sciences de Russie en tant que chercheur principal au laboratoire de diversité des vertébrés.
Il est le représentant de la Russie au comité scientifique de l'accord international PNUE / Eurobats.

## Défense de l'environnement
En 2004, il est devenu membre de l'organisation publique "Veille environnementale dans le Caucase du Nord". Depuis 2005, il est membre du Conseil de cette organisation. En avril 2015, il a quitté EcoWatch «pour des raisons personnelles», citant comme raison de son départ un désaccord avec le coordinateur Andreï Roudomakhi.
Depuis le milieu des années 2000, Gazarian est mentionné dans les médias comme un défenseur actif de la nature et des monuments culturels du Kouban et du Caucase. Protégeant les droits des citoyens à un environnement favorable, il a pu empêcher la construction d'installations olympiques dans le parc national de Sotchi et des routes menant à la résidence Lunnaya Polyana dans la réserve naturelle du Caucase.
En 2005-2006, il a dirigé le projet environnemental "Plan d'action pour la conservation des chauves-souris vulnérables du Caucase de l'Ouest du patrimoine mondial". En 2005, s'exprimant dans la presse, il a rendu compte de l'état critique de deux grottes avec des monuments paléolithiques situées dans le quartier Khosta de la ville de Sotchi. Selon l'écologiste, les monuments étaient menacés de destruction,.
Gazarian a diffusé des informations dans les médias sur le danger pour la nature du territoire de Krasnodar de la construction des installations pour les Jeux olympiques d'hiver de 2014 à Sotchi. En 2009, avec Andreï Roudomakhi, il a été détenu après que des militants aient empêché pendant plusieurs heures l'abattage illégal d'arbres inclus dans le Livre rouge de la fédération de Russie lors de la construction de la route Adler - Krasnaya Polyana.Gazaryan et Rudomakha sont faussement accusés de « désobéissance aux demandes légales d'un policier » et de « violation du régime des frontières ». En même temps, Gazarian a été blessé par une tronçonneuse quand il a interféré avec l'exploitation forestière illégale,. De plus, Gazarian s'est opposé à l'extraction illégale de calcaire de construction sur le territoire du parc national de Sotchi  et a également diffusé des informations sur le danger pour la décharge olympique de Sotchi, dont la construction a été sanctionnée par les autorités du territoire de Krasnodar.
En janvier 2009, Gazarian a été l'un des chefs de file du blocus de la construction illégale de la route menant à la résidence projetée du Département présidentiel de gestion des biens dans le Bolchoï Utrish Wildlife Refuge. La construction de la route a été arrêtée et n'a pas été réalisée à ce jour. En 2010, Gazarian a intenté une action en justice, à la suite de laquelle l'ordonnance d'approbation de la conclusion positive de l'expertise écologique de l'État du projet de construction de cette route a été annulée, ce qui a rendu impossible la poursuite légale de sa construction. Le 12 décembre 2010, lors d'un rassemblement pour la défense d'Utrish, il a été détenu avec Andreï Roudomakhi et Dmitri Chevtchenko; les fausses allégations des policiers sont réfutées par l’enquête et ont été déclarés illégales par décision du tribunal du district de Prikubansky de Krasnodar  . Au printemps 2012, à la suite d'actions conjointes de Gazarian et de Russian Greenpeace, le bureau du procureur a suspendu le concours pour «préparer des documents pour une enquête environnementale complète afin de liquider la réserve d'État du Bolchoï Utrish et de modifier les limites et la zone de la réserve Abrausky »  .
En 2010-2011, Gazarian, avec d'autres participants à la Veille environnementale pour le Caucase du Nord, a soutenu les demandes des habitants de Touapsé qui se sont opposés à la mise en service du terminal de vrac EuroChem, où « les engrais granulaires secs devaient être transbordés ». Selon les écologistes et les résidents locaux, cela pourrait aggraver la situation écologique à Touapsé. 

### Affaire pénale sur la clôture de la datcha de Tkachev
Gazarian est poursuivi pour sa participation à une campagne publique contre la saisie du fonds forestier et du littoral pour la datcha du gouverneur du Kouban Alexandre Tkatchev dans la baie de Golubaya (près du village de Dzhubga ), avec trois autres militants de la Veille environnementale pour le Caucase du Nord,il a été détenu et arrêté pendant 7 jours pour « désobéissance aux exigences légales des policiers »,,,. En mai 2012, le procès de Gazarian et Vitichko a lieu, et ils ont été condamnés à trois ans de probation avec une période de probation de deux ans. L'Union de solidarité avec les prisonniers politiques a reconnu Souren Gazarian et Yevgeny Vitichko comme « des personnes persécutées pour des raisons politiques ».

### Affaire pénale concernant lePalais de Poutine
Le palais du cap Idokopas d'une valeur de plus d'un milliard de dollars a été construit à l'origine pour gérer les affaires du président de la fédération de Russie. Au détriment du budget, des routes, un gazoduc et une ligne de transport d'électricité ont été posés jusqu'au palais, mais en 2011, il a été privatisé par Indokopas avec le terrain (ce qui, selon la loi, ne peut pas être fait sur le terres de la station balnéaire de Gelendzhik). Le projet de financement de la construction du palais par des pots-de-vin légalisés en décembre 2010 a été révélé par Sergueï Kolesnikov dans sa lettre à l'ancien président Medvedev. La lettre reste sans réponse. Les appels de la Veille écologique et de Greenpeace concernant l'exploitation forestière illégale sur le territoire du palais, dont les dégâts dépassent 2,7 milliards de roubles, restent sans réponse. En février 2011, près du palais du cap Idokopas, Souren Gazarian, avec Dmitri Chevtchenko et Yekaterina Solovyova, a d'abord été détenu par le service de sécurité fédéral, puis par les gardes de la société de sécurité privée Rubin. Tentant d'amener le lieutenant principal de l'OFS de Russie Albert Nikitin à rendre compte de la détention illégale, Souren a intenté une action en justice. Le tribunal est arrivé à une conclusion très intéressante - le lieutenant principal de l'OFS Nikitin et d'autres personnes vêtues de l'uniforme de ce service étaient en fait des employés de la société de sécurité privée "Rubin", qui "pendant les heures creuses étaient vêtus de camouflage uniformes à rayures diverses, achetés auprès du réseau commercial militaire. ". Après cet incident, le "palace" a été revendu à une société chypriote, dont le propriétaire se faisait appeler l'homme d'affaires Alexander Ponomarenko. Mais selon Sergueï Kolesnikov, Vladimir Poutine reste le véritable propriétaire. Le 16 novembre 2012, Suren a été mis sur la liste des personnes recherchées par le RF IC.
Le 21 décembre 2012, l'organisation internationale Human Rights Watch a rapporté que Souren Gazarian avait quitté le territoire de la fédération de Russie. Selon Gazarian, il « a traversé la frontière avec l'Ukraine, de là il est parti pour la Géorgie », après quoi « il a obtenu un visa d'invité pour l'Estonie et a demandé la protection internationale ». Six mois après son appel, il a obtenu l'asile politique en Estonie , puis a obtenu un emploi à Bonn (Allemagne) au sein du Programme des Nations unies pour l'environnement, au secrétariat de l'accord sur la protection des populations européennes de chauves-souris (UNEP / EUROBATS).

## Activité politique
En politique, il est membre du parti politique Iabloko et membre du Conseil de coordination de l'opposition russe (en).

## Prix et distinctions
En 2011, Gazarian a reçu un prix spécial « Pour la protection de la nature de la Russie » établi par le Conseil de la Douma d'État de la fédération de Russie pour le développement durable conjointement avec l'Union écologique russe et l'Association Rosekopress.
En 2012, le Président du Conseil présidentiel russe pour les droits humains et la société civile sous la présidence de la fédération de Russie a présenté à Souren Gazarian, membre du groupe de travail sur l'écologie, une lettre de remerciements pour sa contribution active aux travaux du Conseil.
En 2013, il est devenu lauréat du prix national annuel russe de l'environnement, il a reçu le prix de l'écologie et de la société civile.
Il a reçu un prix Goldman pour l'environnement en 2014,, et cité comme étant « An internationally recognized bat expert and zoologist, Suren Gazaryan led multiple campaigns exposing government corruption and illegal exploitation of federally protected forestland along Russia’s Black Sea coast. ». 

## Publications
Gazarian a publié plus de 60 articles scientifiques.
- (en) Eduard G. Yavruyan, Irina K. Rakhmatulina, Alexander Bukhnikashvili, Andrei Kandaurov, Ioseb Natradze et Suren V. Gazaryan, « Bats conservation action plan for the Caucasus », Publishing House Universal, Tbilissi,‎ 2008, p. 1-87 (ISBN 978-9941-12-357-3, lire en ligne [PDF], consulté le 18 décembre 2016).
- (en) Petr Benda, Suren V. Gazaryan et Peter Vallo, « On the distribution and taxonomy of bats of the Myotis mystacinus morphogroup from the Caucasus region (Chiroptera: Vespertilionidae) », Turkish Journal of Zoology, Conseil de la recherche scientifique et technologique de Turquie, vol. 40,‎ 2016, p. 1-30 (DOI 10.3906/zoo-1505-47, lire en ligne [PDF], consulté le 18 décembre 2016).
- (en + sk + ru) Marcel Uhrin, Suren Gazaryan et Petr Benda, « Does Tadarida teniotis really occur in Crimea? (Chiroptera: Molossidae) », Lynx, Prague, vol. 40,‎ janvier 2009, p. 115–126 (ISSN 0024-7774 et 1804-6460, lire en ligne [PDF], consulté le 14 juin 2016).
- (en) Alexandr D Botvinkin, Elena M Poleschuk, Ivan V Kuzmin, Tatiana I Borisova, Suren V. Gazaryan, Pamela Yager et Charles E Rupprecht, « Novel lyssaviruses isolated from bats in Russia », Emerging Infectious Diseases, vol. 9, no 12,‎ décembre 2003, p. 1623-5 (DOI 10.3201/EID0912.030374).